# Червоное Озеро (Черниговская область)
Черво́ное О́зеро (укр. Червоне Озеро) – село, расположенное на территории Борзнянского района Черниговской области (Украина) на левом берегу реки Сейм. Расположено в 18 км на юго-запад от райцентра Борзны. Население — 57 чел. (на 2006 г.). Адрес совета: 1645, Черниговская обл., Борзнянский р-он, село Малая Загоровка, ул. Першотравнева, 68 , тел. 2-62-27. Ближайшая ж/д станция — Плиски, 15 км.